# Lee Soo-min
Lee Soo min (hangul= 이수민, RR= I Su-min, nacida el 5 de octubre de 1984-) es una actriz y cantante surcoreana. 

## Carrera
Miembro de la agencia Fly-Up Entertainment.
Fue la líder y rapera del grupo del mocumental C.I.V.A
Formó parte del elenco de los programas de televisión The God of Music 2 y Saturday Night Live Korea.

## Espectáculo de variedades
| Año  | Título                    | Rol         | Red  | Notas                       |
| ---- | ------------------------- | ----------- | ---- | --------------------------- |
| 2012 | The God of Music          | elenco      | Mnet |                             |
| 2016 | The God of Music 2        | elenco      | Mnet |                             |
| 2016 | Saturday Night Live Korea | elenco      | tvN  | temporada 8, Episodios 1-17 |
| 2016 | Happy Together            | invitada    | KBS  | Episodio 459                |
| 2016 | Hello Counselor           | invitada    | KBS  | Episodio 295                |
| 2016 | I Can See Your Voice      | invitada    | Mnet | temporada 3, Episodio 11    |
| 2016 | Knowing Bros              | invitada    | JTBC | Episodio 35                 |
| 2016 | We Will Eat Well          | invitada    | JTBC | Episodio 3                  |
| 2017 | Singing Battle - Victory  | Concursante | KBS  | Episodios 14-15             |